# 三毛猫ホームズの犯罪学講座
『三毛猫ホームズの犯罪学講座』（みけねこホームズのはんざいがくこうざ）は、日本の小説家赤川次郎によって1991年に発表された三毛猫ホームズシリーズの長編推理小説である。初出は『週刊宝石』（光文社）1990年4月5日号から同年11月8・15日合併号。

## あらすじ
F学園大学より、捜査一課の栗原課長へ特別講義の依頼が来た。講義の初日、片山義太郎は栗原とともにF学園大学へ赴くが、栗原が舞台の階段でつまずいて転落し、骨折してしまう。そこで片山が代理で講義をすることになってしまった。女性恐怖症の片山は、恐怖に耐えながら1日目を終えたが、女子大生には意外と人気。だが、2日目の講義の最中に殺人事件がおこり、そこから連続殺人が始まる。

## 主な登場人物
- 片山義太郎 - 警視庁捜査一課のダメ刑事
- 片山晴美 - 義太郎の妹
- 石津刑事 - 晴美に恋をする猫嫌いの刑事
- ホームズ - 三毛猫

## 書誌情報
- 『三毛猫ホームズの犯罪学講座』（光文社カッパノベルス、1991年05月30日） ISBN 4-334-02921-3
- 『三毛猫ホームズの犯罪学講座』（光文社光文社文庫、1994年07月） ISBN 4-334-71900-7
- 『三毛猫ホームズの犯罪学講座』（角川書店角川文庫、1997年05月） ISBN 4-04-187929-9